# Pascal Rénéric
Pascal Rénéric, né à Paris le 1er mai 1976, est un acteur et réalisateur français.

## Biographie
Pascal Rénéric, passe son enfance et son adolescence à Meudon (Hauts-de-Seine). Élève du lycée Rabelais, il pratique l'improvisation théâtrale au sein de la L.I.S.A (Ligue d'Improvisation sud altoséquanaise).
Fils et petit-fils d'ingénieurs, il poursuit à Paris des études scientifiques au lycée Janson-de-Sailly puis à l'École spéciale de mécanique et d'électricité. Parallèlement, il suit les cours des ateliers du soir du théâtre national de Chaillot avec Abbes Zahmani et Yannick Iatridès.
Il intègre en 1998 le Conservatoire national supérieur d'art dramatique. Il participe à plusieurs stages avec Georges Bigot, Alain Ollivier, Harry Cleven, Jacques Livchine.
En 2001, Jacques Lassalle le met en scène dans L'École des femmes au théâtre de l'Athénée-Louis-Jouvet.
En 2004, le rôle de Joe dans Oncle Paul d'Austin Pendleton, mis en scène par Jean-Marie Besset et Gilbert Désveaux, lui vaut une nomination aux Molière de la révélation théâtrale.
En 2005, avec Friches 22.66, commence une longue collaboration de créations théâtrales avec Vincent Macaigne (Idiot !, Au moins j'aurai laissé un beau cadavre, Avant la terreur…)
Il est Treplev en 2006 dans La Mouette mise en scène par Philippe Adrien. De 2006 à 2013, il joue notamment dans différentes adaptations de Georges Lavaudant (Hamlet (un songe), La Tempête, Manfred) et dans les créations de Cyril Teste (Direct, Electronic City, Reset).
De 2012 à 2024, il est Monsieur Jourdain dans les 200 représentations du Bourgeois Gentilhomme de Denis Podalydès créé en 2012 au théâtre des Bouffes-du-Nord.

## Filmographie

### Cinéma

#### Longs métrages
- 2000 : Bon plan de Jérôme Lévy
- 2001 : Ma femme est une actrice d'Yvan Attal
- 2005 : Les Parrains de Frédéric Forestier
- 2009 : Au voleur de Sarah Léonor
- 2017 : L'indomptée de Caroline Deruas
- 2017 : Pour le réconfort[8] de Vincent Macaigne
- 2017 : Maryline de Guillaume Gallienne
- 2018 : La Fête est finie de Marie Garel-Weiss
- 2019 : Alice et le Maire de Nicolas Pariser
- 2019 : Gloria Mundi de Robert Guédiguian
- 2020 : Les Grands moyens de Stanley Woodward
- 2021 : La Vraie Famille de Fabien Gorgeart
- 2022 : Notre-Dame brûle de Jean-Jacques Annaud
- 2022 : Les Femmes du square de Julien Rambaldi
- 2022 : Un petit frère de Léonor Séraille
- 2022 : Le Parfum vert de Nicolas Pariser
- 2022 : Tant que le soleil frappe de Philippe Petit
- 2022 : De grandes espérances de Sylvain Desclous
- 2023 : Et la fête continue ! de Robert Guédiguian
- 2023 : Iris et les Hommes de Caroline Vignal
- 2025 : La pie voleuse de Robert Guédiguian
- 2025 : Ari de Léonor Serraille : le père d'Ari

#### Courts métrages
- 1998 : Carrousel - réal: Suzanne Legrand
- 1999 : Bordel de muse - réal: Thomas Ruat
- 2005 : Avaler des couleuvres - réal: Dominique Perrier
- 2005 : Tous ensemble[9] - réal: Fouad Benhammou
- 2006 : Oh! ma femme[10] - réal: Olivier Dujols
- 2008 : Le système de récompense[11] - réal : Dominique Perrier
- 2008 : Tu seras un homme [12]- réal: Olivier Dujols[13]
- 2008 : Looking for Steven Spielberg [14]- réal: Benjamin Guillard
- 2016 : L'Avenir est à nous[15] - réal: Benjamin Guillard[16] (grand prix du jury et prix du public au 28e Festival du court-métrage d'humour de Meudon)
- 2017 : Adieu Bohème - réal : Jeanne Frenkel et Cosme Castro
- 2021 : Rien de Grave de Pierre Meunier et Marguerite Bordat
- 2022 : La Part du Vent de Pierre Meunier et Marguerite Bordat
- 2023 : En Marche de Pierre Meunier et Marguerite Bordat

### Télévision
- 2002 : La Place de l'Autre[17] - réal: Roberto Garzelli
- 2006 : Marie Besnard, l'empoisonneuse - réal : Christian Faure
- 2007 : Autopsy[18] - réal : Jérôme Anger
- 2008 : De sang et d'encre[19], 2 × 52 min - réal : Charlotte Brändström
- 2008 : Le Grand Soir - réal : Action discrète
- 2012 : Bugarach[20] (Action discrète sur Canal +).
- 2016 : Tuer un homme - réal : Isabelle Czajka (prix du meilleur téléfilm au festival de la fiction TV de La Rochelle 2016)
- 2019 : Ronde de nuit d'Isabelle Czajka
- 2019 : Le Voyageur : La Permission de minuit
- 2021 : L'absente de Karim Ouaret (série France TV)
- 2021 : Mensonges de Stéphanie Murat (série TF1)
- 2021 : Et la montagne fleurira- réal : Eléonore Faucher
- 2022 : Qu'est-ce qu'on va faire de Jacques ? de Marie Garel-Weiss (téléfilm Arte)
- 2023 : Sous Contrôle  de Erwan Le Duc (série ARTE)
- 2024 : Droit de regard de Julie Manoukian (téléfilm France 2)
- 2026 : Laura d'Akim Isker : Julien

### Web série
- 2015 : Amnêsia[21] (10 × 10 min) - réal : Jérôme Fansten

### Réalisation
- 2001 : Madame 2001
- 2002 : Fausse Noce
- 2004 : Crocodile Blanc[22]
- 2006 : Invisible (acte libre 26 min)
- 2007 : Born to die (clip The Shiels)[23]
- 2022 : Le double deux d'après Mallarmé

## Théâtre
- 1995 : Rabelais[24], d'après Jean-Louis Barrault - Création de la L.I.S.A
- 1996-1998 : La Petite Molière, de Jean Anouilh, avec la Compagnie du Chameau[25]
- 1999 : Parle-moi comme la pluie, de Tennessee Williams - mes : Thomas Ratier
- 2000 : La Nuit des rois , de W. Shakespeare - par la Compagnie du Chameau de Michaël Chemla[25] - Théâtre du Tambour royal
- 2001 : L'École des femmes - mes : Jacques Lassalle - Théâtre de l'Athénée-Louis-Jouvet (repris en 2005)
- 2002 : La Noce chez les petits bourgeois - mes : Olivier Perrier - Rencontres Théâtrales de Hérisson
- 2002 : En délicatesse[26], de Christophe Pellet - mes : Jean-Pierre Miquel - Théâtre de la Tempête
- 2003 : Sextuor Banquet[27], de Armando Llamas - mes : Jean-Pierre Dumas - Théâtre de la Tempête
- 2004 : Oncle Paul, d'Austin Pendleton[3] - mes : Gilbert Désveaux et Jean-Marie Besset - Théâtre du Rond-Point
- 2005 : Direct - mes : Cyril Teste - Théâtre de l' Odéon
- 2005 : Friche 22.66 – mes : Vincent Macaigne - Théâtre de l'Odéon (Ateliers Berthier)
- 2006 : Les Placebos de l' Histoire[28]- mes : Eugène Durif - Théâtre de l'Est parisien
- 2006 : Hamlet (un songe)[29] - mes : Georges Lavaudant - Théâtre de l'Odéon
- 2006-2008 : La Mouette - mes : Philippe Adrien - Théâtre de la Tempête
- 2007-2008 : Electronic City, de Falk Richter[30] par le collectif MxM[31] - mes : Cyril Teste - La Ferme du Buisson
- 2009 : Idiot! d'après Dostoievski - mes : Vincent Macaigne - Théâtre national de Chaillot
- 2010 : Reset[32] - mes : Cyril Teste - Théâtre Gérard Philippe à Saint Denis
- 2010 : Il faut, je ne veux pas, d'Alfred de Musset[33] - mes : Jean-Marie Besset - Théâtre des 13 vents
- 2010-2011 : La Tempête, de Shakespeare - mes : Georges Lavaudant - MC93 Bobigny - Amphithéâtre d' Ô[34]
- 2011 : La Mouette, de Anton Tchekhov - mes : Mikaël Serre - La Comédie de Reims[35]

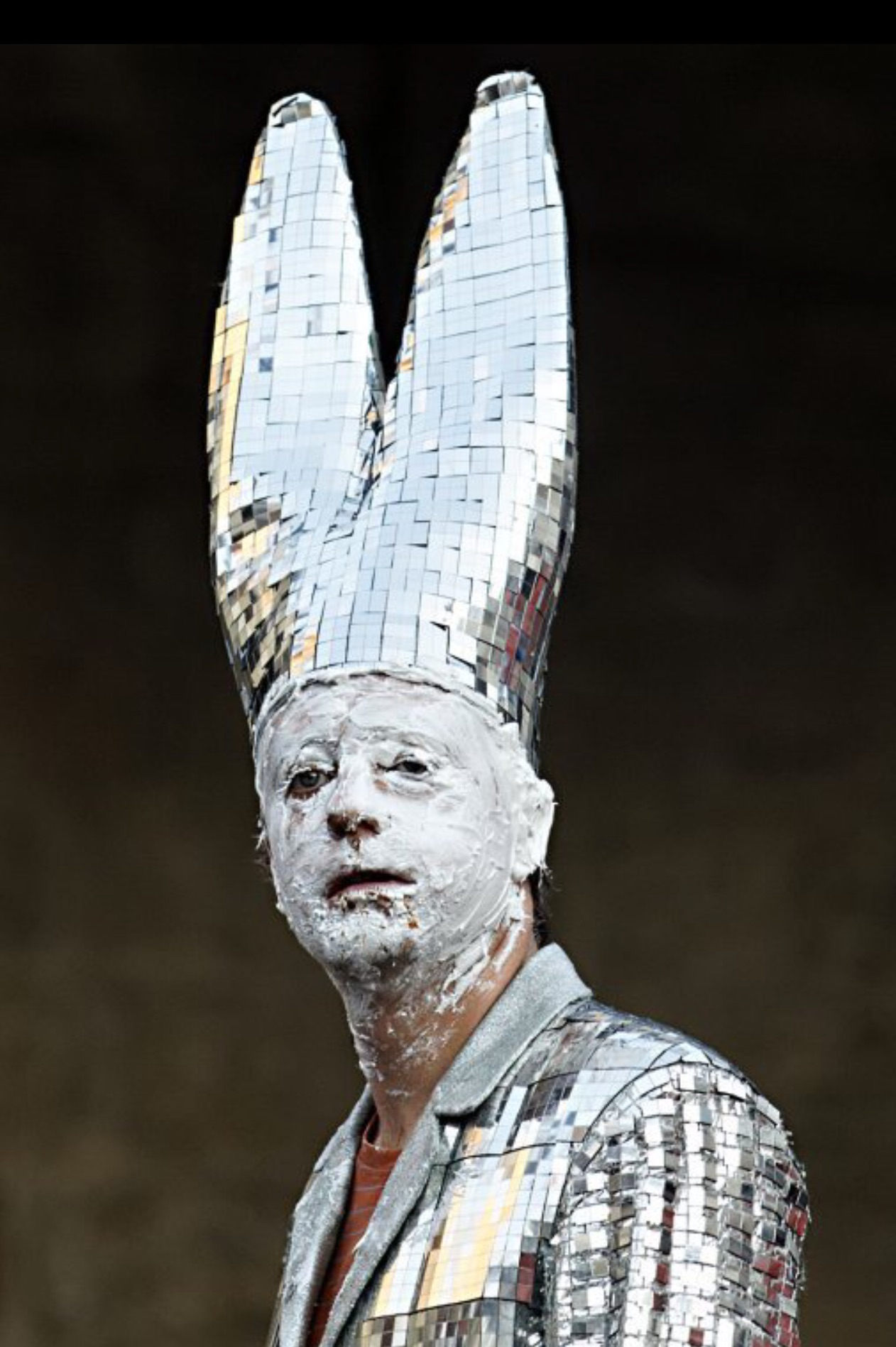
Pascal Rénéric dans Au moins j'aurai laissé un beau cadavre.

- 2011-2012 : Au moins j'aurai laissé un beau cadavre[5], d'après Hamlet de Shakespeare - mes : Vincent Macaigne - Festival d' Avignon - Théâtre National de Chaillot - tournée
- 2013 : Manfred, de Lord Byron, mis en musique par Robert Schumann, d'après la version de Carmelo Bene - mes : Georges Lavaudant - Opéra Comique
- 2014 : Trafic, de Yoann Thommerel [36]- mes : Marie-Christine Soma et Daniel Jeanneteau - Théâtre National de la Colline - Studio-théâtre de Vitry - Maison de la Culture d' Amiens
- 2014 : Idiot! Parce que nous aurions dû nous aimer[37] - mes : Vincent Macaigne - Théâtre de Vidy (Lausanne)[38] - Théâtre de la Ville (Paris)- Théâtre de la Criée (Marseille) - tournée
- 2015 : Z comme Zigzag[39] d'après l'L'Abécédaire de Gilles Deleuze - mes - Bérangère Jannelle - tournée, CentQuatre à Paris
- 2016 : Jean Moulin Evangile[40], de Jean-Marie Besset - mes : Régis de Martrin Donos[41]
- 2017-2018 : La Fuite ![42] de Boulgakov - mes : Macha Makeïeff - Théâtre de la Criée
- 2019 : L'Orestie d'Eschyle, mise en scène Georges Lavaudant, Nuits de Fourvière
- 2019 : Architecture de Pascal Rambert, mise en scène de l'auteur, festival d'Avignon puis théâtre des Bouffes du Nord et tournée
- 2022 : Gatsbi le Magnifique d'après l'œuvre de F. Scott Fitzgerald - réal : Alexandre Plank - Musique de Issam Krimi - avec Sofiane et Lou de Laâge - Théâtre du châtelet
- 2022 : VIVRE! d’après Charles Péguy, Texte et mise en scène Frédéric Fisbach - Théâtre Joliette[43] Théâtre Chateauvallon
- 2023-2024 : Avant la terreur de Vincent Macaigne d'après Shakespeare et autres textes - Théâtre MC93
- 2012-2024 : Le Bourgeois Gentilhomme[7], de Molière - mes : Denis Podalydès - Théâtre des Bouffes-du-Nord - Opéra royal du Château de versailles - tournée France et Internationale (Pékin, Moscou, New York...)
- 2024 : Voyage au pays de l'Inséparé, mise en scène : Marguerite Bordat

## Radio
- 2009 : Cycle Jean-Marie Koltès[44] 2/4 par Georges Lavaudant - réal : Blandine Masson[45], diffusion sur France Culture
- 2009 : RER de Jean-Marie Besset - réal : Jacques Taroni[46], diffusion sur France Culture
- 2013 : Isma ou ce qui s'appelle rien de Nathalie Sarraute par Jacques Lassalle - réal : Etienne Vallès, diffusion sur France Culture
- 2013 : Le mensonge de Nathalie Sarraute par Jacques Lassalle - réal : François Christophe[47], diffusion sur France Culture
- 2013 : Chantiers d'Europe 2013 - soirée Antonio Lobo Antunes par Georges Lavaudant - réal : Laure Egoroff[48] - enregistrement Théâtre de Abbesses, diffusion sur France Culture
- 2015 : Blast de Philippe Malone - réal : Laure Egoroff [48]- diffusion sur France Culture
- 2015 : La Continuidad - autour de Julio Cortàzar et Gotan Project - réal : Laure Egoroff [48]- Festival d' Avignon 2015, diffusion sur France Culture
- 2016 : Les 50 ans de Christian Bourgois[49] - réal : Juliette Heymann[50] -enregistrement au Théâtre de l' Odéon, diffusion sur France Culture
- 2016 : L 'addiction au café avec Astrid Nelhig[51], textes d' Honoré de Balzac - réal : Emmanuel Moreira - enregistrement au Théâtre de la Criée - diffusion sur Radio Grenouille
- 2016 : Les cafés sont-ils destinés à disparaître ? [52] avec Josette Halégoi[53] et Pierre Boisard -réal : Emmanuel Moreira - enregistrement au Café de la Banque[54] - diffusion sur Radio Grenouille
- 2017 : Scènes imaginaires - réal : Georges Lavaudant - enregistrement au Théâtre de l' Odéon, diffusion sur France Culture [55]
- 2017 : Madame Bovary de Gustave Flaubert - réal: Laure Egoroff[48]- , feuilleton en 10 épisodes, diffusion sur France Culture [56]
- 2018 : Jack l’éventreur: la Contre-enquête. textes de Stéphane Michaka - réal : Cédric Aussir, diffusion sur France Inter.
- 2018-2019 : Gatsby le Magnifique, concert-fiction [57] d'après l'œuvre de F. Scott Fitzgerald - réal : Alexandre Plank - Musique de Issam Krimi - avec Sofiane et Rebecca Marder - Festival d'Avignon IN 2018, diffusion en direct sur France Culture , depuis la cour du Musée Calvet
- 2019 : Fahrenheit 451, concert-fiction[58] d'après l'œuvre de Ray Bradbury- réal : Alexandre Plank - Musique de Quentin Sirjacq - Enregistrement public au studio 104 de Radio France pour France Culture
- 2021 : Suite Gogol de Pierre Senges - réal: Cédric Aussir pour France Culture
- 2024 : Les Grandes Traversées Christophe Colomb, l'envers du décor, série documentaire réal : Diphy Mariani pour France Culture
- 2024 : Jacques le Fataliste, variations d'après D. Diderot - Réal :B. Guiton, narratrice : Anne Alvaro, le Maître : François Morel, Jacques : Pascal Rénéric, musique : Olivier Longre. Enregistrement public par France Culture au Festival d' Avignon, cour du Musée Calvet.

## Écriture
- 2006 : Homo Haereticus[59] - textes pour le Footsbarn Travelling Theatre
- 2018 : Claude, es-tu là? - Concert en hommage à Claude Debussy - Mise en scène et textes: Pascal Rénéric, Pianiste : Momo Kodama - Baryton : Josep-Ramon Olivé[60] - Création à La Bellevilloise

## Distinctions

### Nomination
- 2005 : Molière de la révélation théâtrale pour Oncle Paul, d'Austin Pendleton[3]